# 丹凱爾 (伊利諾伊州)
丹凱爾（英語：Denkel）是位於美國伊利諾伊州克里斯蒂安縣的一個非建制地區。該地的面積和人口皆未知。

## 地理
丹凱爾的座標為39°28′05″N 89°03′46″W / 39.46806°N 89.06278°W，而該地的平均海拔高度為202米（即663英尺）。